# Tyršův stadion (Opava)
Tyršův stadion je atletický stadion v Opavě v České republice. Stadion byl otevřen 13. června 1926. Může pojmout 5 000 diváků. Zařízení využívají sportovci z klubů TJ Sokol Opava a TJ Slezan Opava.
Stavba stadionu začala 16. září 1923 a jeho otevření se konalo 13. června 1926. Zařízení bylo postaveno na místě bývalé pískovny a cihelny, které od firmy Juliuse Lundwalla koupila společnost Sokol. V 50. letech 20. století byl modernizován, následné práce probíhaly v 90. letech 20. století a v letech 2001–2002 (tehdy to byla mimo jiné tartanová dráha). Vedle stadionu stojí také sportovní hala. Za německé okupace probíhaly na stadionu popravy. 5. června 2013 byla vedle stadionu odhalena pamětní deska věnovaná památce zemřelých.
Od roku 1950 se na stadionu koná každoroční lehkoatletická soutěž Velká cena Opavy. Dne 26. září 1976 během této soutěže ustavila Helena Fibingerová světový rekord ve vrhu koulí s výsledkem 21,99 m.